# Hořice u Humpolce

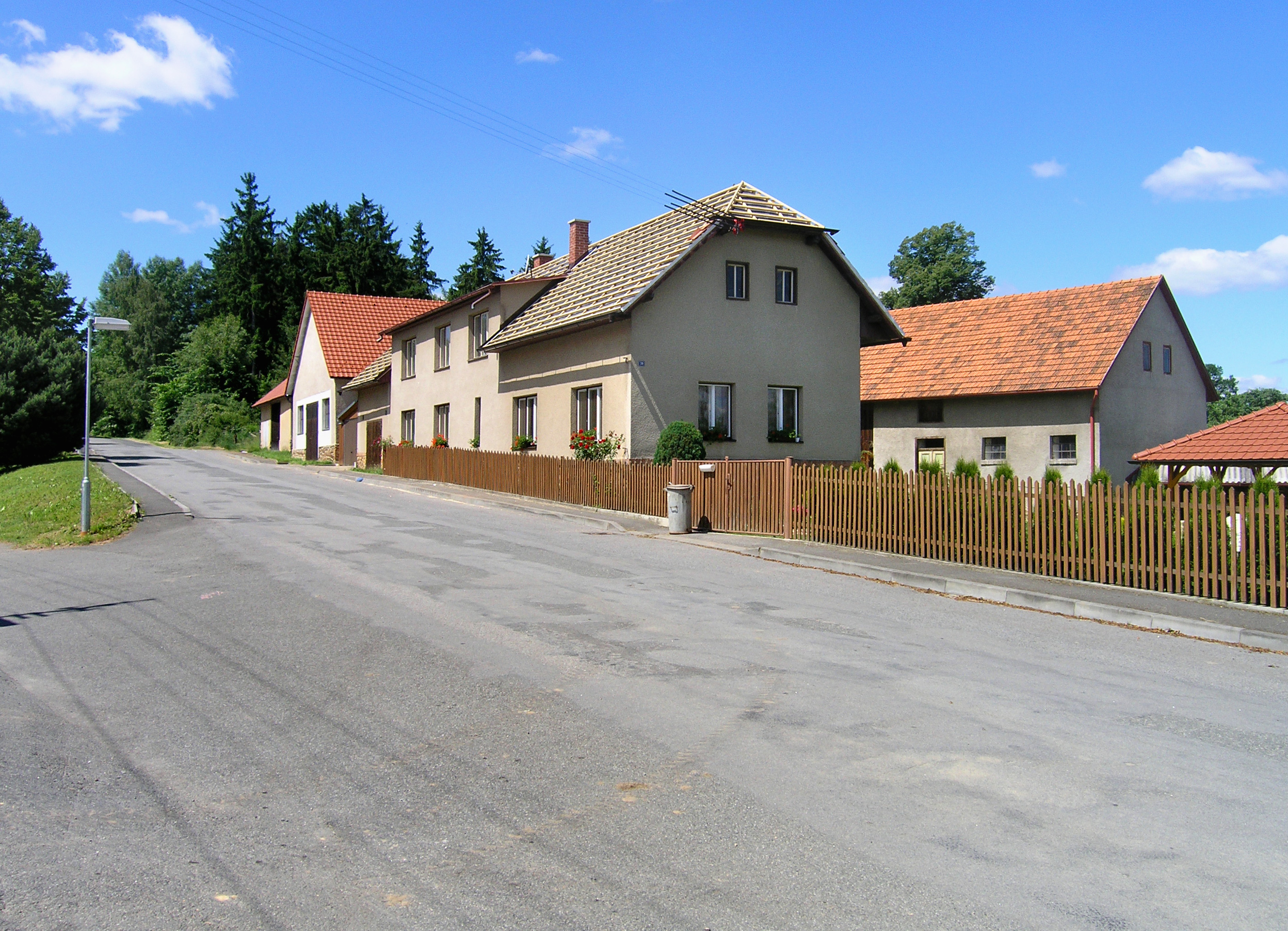
Hořice

Hořice (deutsch Horschitz) ist eine Gemeinde in Tschechien. Sie liegt 24 Kilometer südöstlich von Vlašim an der Autobahn D 1 und gehört zum Okres Pelhřimov.

## Geographie
Hořice befindet sich auf einem Höhenzug in der Böhmisch-Mährischen Höhe zwischen dem Tal des Blažejovický potok und dem mit der Trinkwassertalsperre Švihov gefluteten Želivkatal. Unmittelbar nördlich des Dorfes verläuft die Trasse der D 1 und am nordöstlichen Ortsrand liegt die Autobahnabfahrt 75 Hořice. Östlich von Hořice führt die Autobahnbrücke Píšť über den Stausee.
Nachbarorte sind Vítonice im Norden, Rachyně und Blažejovice im Nordosten, Píšť, Vranice und Vojslavice im Osten, Děkančice und Hroznětice im Südosten, Syrov im Süden, Kalná Hať, Šamplice und Chlovy im Südwesten, Dunice im Westen sowie Děkanovice im Nordwesten.

## Geschichte
Die erste urkundliche Erwähnung des Ortes erfolgte im Jahre 1352.

## Gemeindegliederung
Die Gemeinde Hořice besteht aus den Ortsteilen Děkančice (Diekanschitz), Hořice (Horschitz) und Hroznětice (Hrosnietitz).
Das Gemeindegebiet gliedert sich in die Katastralbezirke Hořice u Humpolce und Hroznětice.

## Sehenswürdigkeiten
- Kapelle in Hořice
- Kapelle in Hroznětice

## Bilder

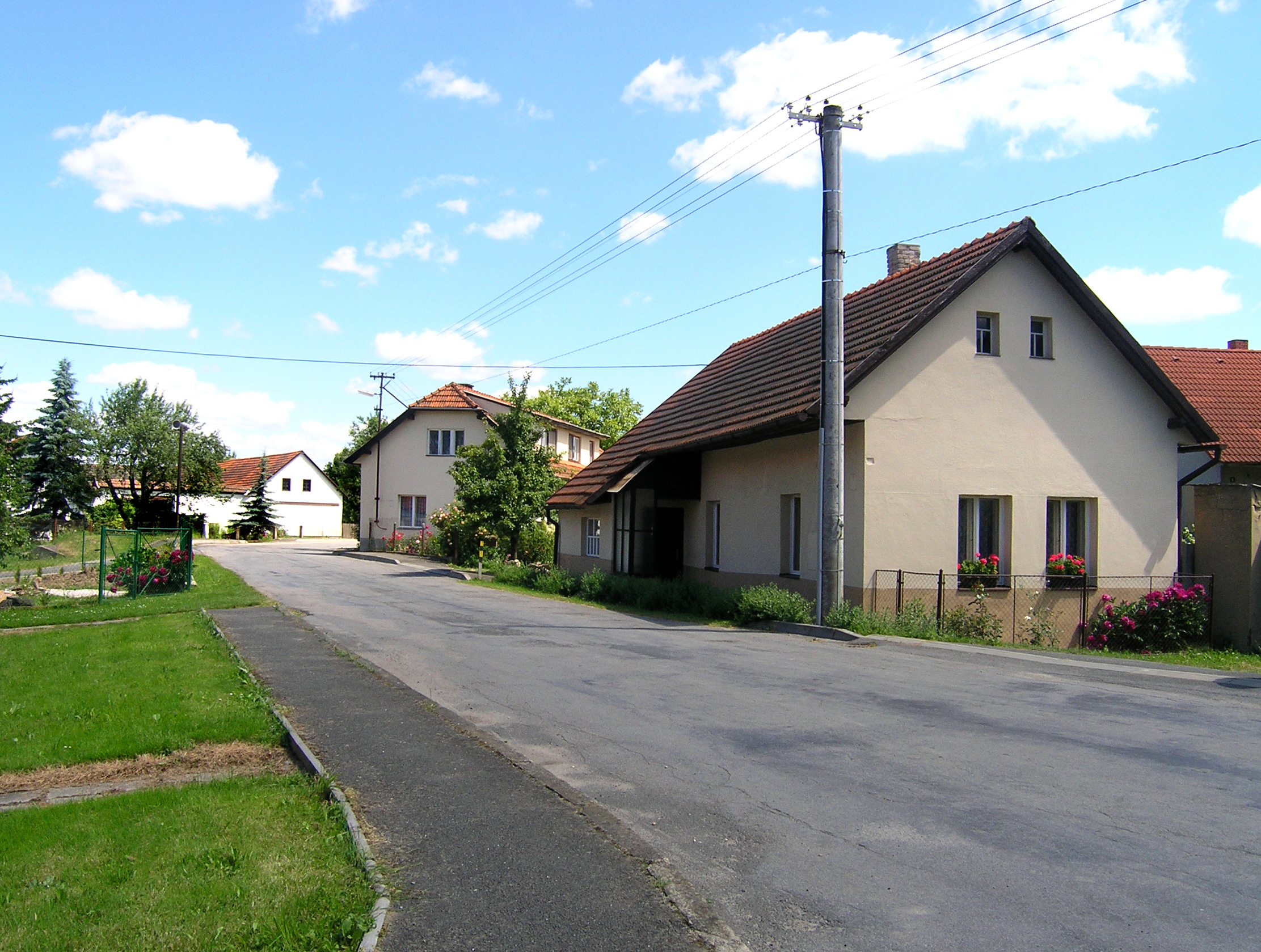
Die Hauptstrasse
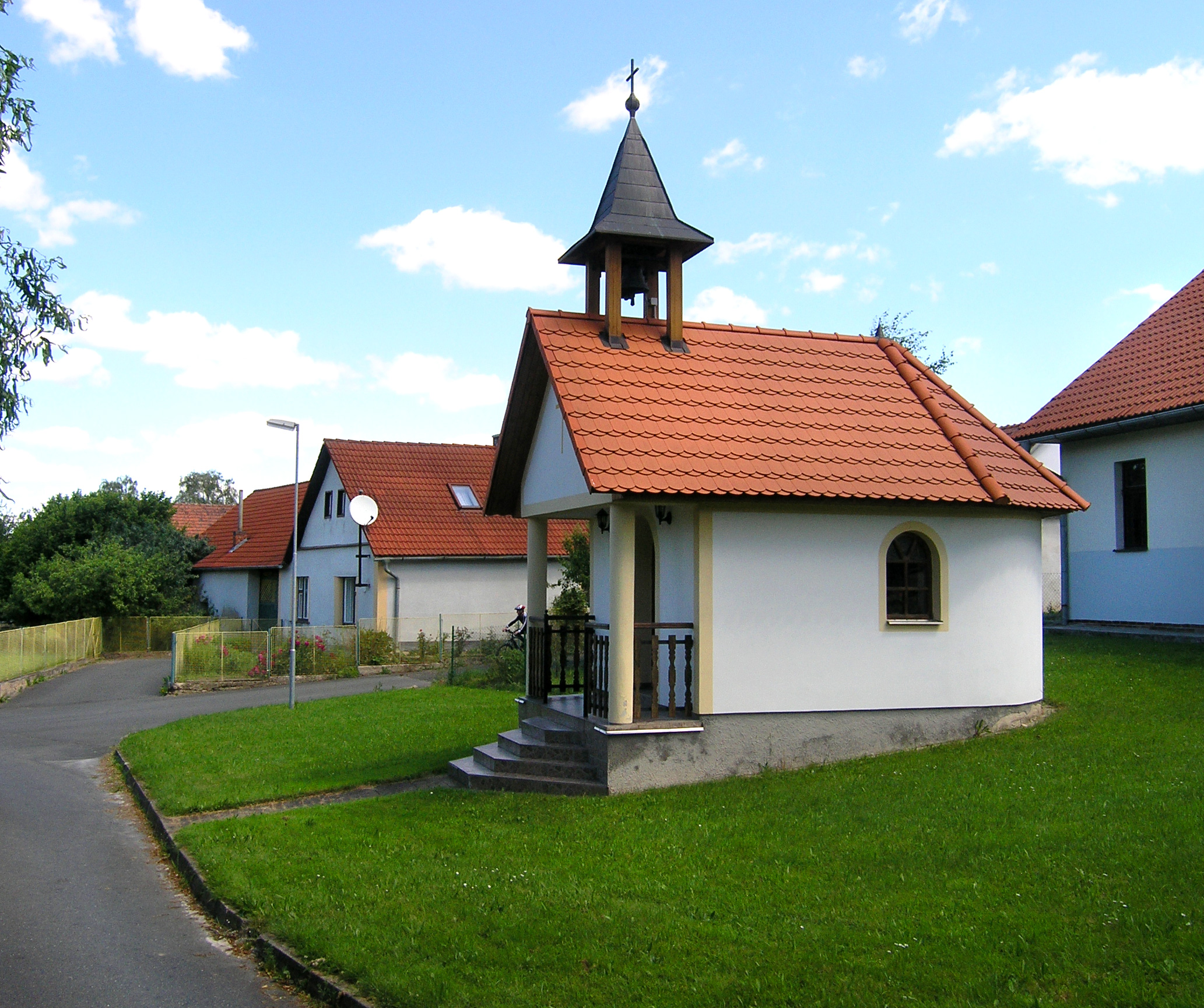
Kapelle in Hořice